# Frau im Mond
Mujer en la luna (en alemán: Frau im Mond; pronunciado /ˈfraʊ̯ ˈɪm ˈmoːnt/) es una película muda alemana estrenada en 1929 del género de ciencia ficción, dirigida por Fritz Lang y protagonizada por Gerda Maurus y Willy Fritsch. La cinta adapta la novela La mujer en la Luna, escrita por Thea von Harbou en 1928.
Parte de las últimas películas mudas de Alemania, se la considera como una de las primeras películas de ciencia ficción 'serias', y se la etiqueta como parte del cine expresionista alemán. La cinta sobrevivió el paso del tiempo sin mayores daños, siendo restaurada por la Fundación Friedrich Wilhelm Murnau en el 2021.

## Argumento
La película es un melodrama con especulación científica. El profesor Georg Manfeldt (Klaus Pohl) es ridiculizado por sus colegas cuando asegura que hay más oro en cualquier montaña de la Luna que en la Tierra. Wolf Helius (Willy Fritsch) retoma la idea e intenta construir un cohete para ir a la Luna. Al proyecto se unen más personas. Una empresa que controla el mercado del oro se compromete a financiarlo. En el desarrollo de la trama, se cuenta con la atmósfera respirable de la cara oculta de la Luna de la teoría de Peter Andreas Hansen. 

## Reparto

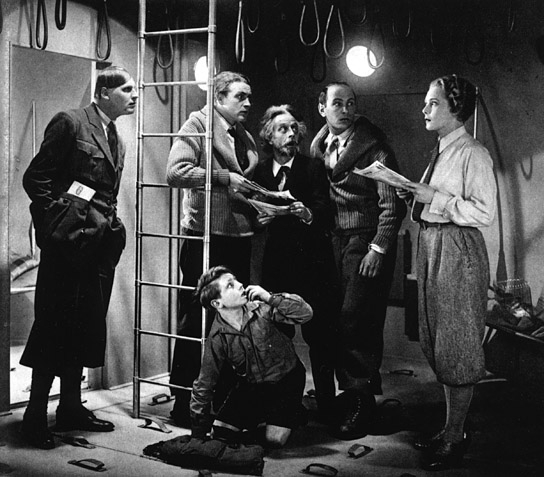
Foto publicitaria de la película: Fritz Rasp, Willy Fritsch, Klaus Pohl, Gustav von Wangenheim y Gerda Maurus.

- Klaus Pohl:[nota 1] el Profesor Georg Manfeldt.
- Willy Fritsch: Wolf Helius, interesado en los posibles viajes interastrales.
- Gustav von Wangenheim: el ingeniero Hans Windegger, ayudante de Helius.
- Gerda Maurus: Friede Velten, otra ayudante de Helius.
- Gustl Stark-Gstettenbaur:[nota 2] Gustav, un niño amigo de Helius.
- Fritz Rasp (sin acreditar): un espía mandado por los ricachones.[nota 3]
- Tilla Durieux (s. a.): una de los cinco cerebros y socios capitalistas.
- Hermann Vallentin (s. a.): otro de los cinco cerebros y socios capitalistas.
- Max Zilzer (s. a.):[nota 4] otro de los cinco.
- Mahmud Terja Bey (s. a.): otro de los cinco.
- Borwin Walth (s. a.):[nota 5] otro de los cinco.
- Karl Platen:[nota 6] el hombre del micrófono.
- La ratona Josephine (sin acreditar): el ratón.
- Margarete Kupfer:[nota 7] la Sra. Hippolt, casera de Helius.
- Alexa v. Porembska (sin acreditar):[nota 8] la vendedora de violetas.

## Producción

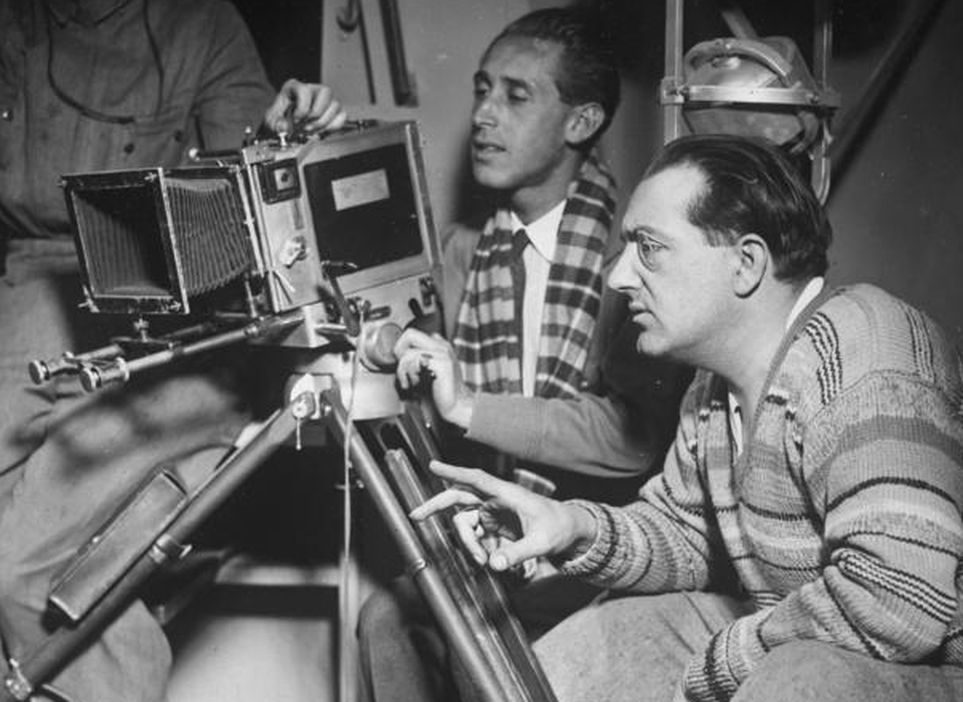
Curt Courant (director de fotografía) y Fritz Lang (director).

Esta cinta fue realizada de forma independiente por el productor y director Fritz Lang, basada en el libro Die Frau im Mond (La mujer en la luna) escrito por su esposa, Thea von Harbou, y publicado por Ausust Scherl Publishers en 1928. Fue la primera película de ciencia ficción de gran presupuesto, llegando a costar más de 500.000 dólares. La producción de la cinta se prolongó por un año.
Lang se esforzó por que los aspectos científicos de la película fueran lo más correctos posibles y contrató a Hermann Julius Oberth y Willy Ley; miembros de la Verein für Raumschiffahrt como asesores técnicos en la producción. Oberth quería construir un cohete para la película, pero las limitaciones de tiempo y presupuesto se lo impidieron. Oberth diseñó para la producción un cohete a tres etapas de combustible líquido.